# Червеноврат калао
Червеноврат калао (Aceros nipalensis) е вид птица от семейство Носорогови птици (Bucerotidae). Видът е световно застрашен, със статут „Уязвим“.

## Разпространение
Разпространен е в Бутан, Китай, Индия, Лаос, Мианмар, Тайланд и Виетнам.